# Amleto Novelli
Amleto Novelli (18 de outubro de 1885 – 16 de abril de 1924) foi um ator italiano da era do cinema mudo. Ele atuou em 110 filmes entre 1909 a 1924.

## Filmografia selecionada
- Brutus (1911)
- Agrippina (1911)
- Marcantonio e Cleopatra (1913)
- Julius Caesar (1914)
- The Wedding March (1915)
- Malombra (1917)
- Fabíola (1918)
- The Crusaders (1918)